# Émeno de Poitiers
Émeno († 866) foi conde de Poitiers de 828 a 839, de Périgueux, de 845 a 866 e de Angolema de 864 a 866. Ele é, provavelmente, um membro da família dos Guilhelmidas e apoiou os reis Pepino I e Pepino II contra o imperador Luís, o Piedoso.

## Biografia
Ignora-se quem o nomeou conde, mas foi provavelmente Pepino I da Aquitânia. No entanto, parece que o seu antecessor havia sido deposto por Luís, o Piedoso por traição, e não vemos por que razão o imperador teria negligenciado para garantir a fidelidade do novo conde. Ele está presente logo após o xadrez de Chasseneuil, como o conde de Poitiers. Mas ele revela-se de seguida um súbdito leal do rei Pepino I da Aquitânia, o secundando mesmo durante as revoltas deste último contra o imperador. Foi nesta época que o país de Herbauges é desanexado do Poitou, para o benefício do conde Renaud.
A revolta eclodiu na primavera de 830, e Lotário I, filho mais velho de Luís, o Piedoso, força seu pai a associá-lo ao trono e confina a esposa do imperador, Judite da Baviera, a tomar o véu na abadia de Sainte-Croix de Poitiers. Seguem-se quatro anos de guerra, até 834 quando Luís, o Piedoso voltou ao poder e descarta Lotário. Um equilíbrio pacífico entre as facções mantém-se até a morte do rei Pepino I (838). O imperador doa então a Aquitânia a filho seu mais novo, o futuro Carlos, o Calvo. Gerardo, conde de Auvergne, Ratier, conde de Limoges, e Renaud, conde de Herbauges, e Ebroíno, bispo de Poitiers, juntam-se ao novo rei, mas Émeno e seu irmão Bernardo se recusam e se revoltam em apoio a Pepino II, filho de Pepino I, seguido do seu irmão Turpio, conde de Angolema e Seguino, conde de Saintes e Bordeaux. Luís, o Piedoso intervém imediatamente, tomando Poitiers, no Natal de 839, captura Émeno e dá o condado a Ranulfo I, filho de Geraldo de Auvergne.
Émeno refugia-se no seu irmão Turpio, conde de Angolema. No entanto submetesse e aparece na corte imperial em 840 e Pepino II o nomeia conde de Périgueux em 845. Pepino II é deposto em 848, seu tio Carlos, o Calvo, sucede-o e confirma Émeno como conde de Périgueux. Ele sucede a seu irmão Turpio como conde de Angolema, em 863 mantendo Périgueux. Ele morreu três anos mais tarde, em Rancogne, a 22 de julho de 866, de ferimentos recebidos a 14 de junho de 866, durante um combate com seu primo Landri, conde de Saintes, que também é morto no engajamento.

## Filiação
As únicas certezas sobre a sua família são seus irmãos Turpio († 863), conde de Angolema, e Bernardo, o Poitevin († 844), conde de Poitiers.
Sua ascendência é incerta e divide os historiadores e genealogistas. No entanto, há um consenso sobre o fato de ele ser um Guilhelmida, provavelmente porque o seu filho, o conde Adalelmo de Troyes, seu irmão, o conde Bernardo o Poitevin, e seu sobrinho Bernardo de Gótia têm nomes de guilhelmidas. Numa dessas reuniões onomasticas, juntamente com o fato de que Bernardo de Gótia foram confiados ao marquesado de Gótia, anteriormente detido por Guilherme de Gellone, e seus filhos Gaucelmo e Bernardo de Septimânia e o condado de Autun, detidos por muitos Guilhelmidas.
Pierre Riché, em Os Carolígios apresenta seu irmão Bernardo o Poitevin como filho de Teodorico de Autun, um irmão de Guilherme de Gellone, mas também afirma que uma << família de Alleaume detém os condados de Angolema e de Périgueux>> (Alleaumo ou Adalelmo, outro irmão de Guillaume de Gellone).
Michel Dillange tem uma visão semelhante, na medida em que apresenta uma tabela genealógica onde Émeno e Bernardo são os filhos de Alleaumo. Ele também acredita que Émeno é semelhante ao seu antecessor, o conde Bernardo I de Poitiers.
Christian Settipani propõe ver em Émeno e Turpio filhos do conde Bernardo I de Poitiers, ele mesmo filho de Alleaumo. Quanto a sua mãe, ele propõe uma filha de Émeno († 823), conde de Cahors, cidade em 778.

## Casamento e filhos
Nenhum documento contemporâneo menciona o nome de suas esposas, e é pela diferença de idade de seus filhos que temos sido capazes de deduzir que ele foi casado duas vezes. Da primeira mulher, filha de Sancho I Lopo, duque da Vascónia, ele teria tido :
- Arnaldo, duque da Vascónia em 864.

Viúvo, ele voltaria a casar com uma robertiana, filha de Odão I, conde de Troyes, e de Wandilmodis, e teve :
- Ademar († 926), conde de Poitiers, de seguida de Angolema e Périgeux.[10]
- Adalelmo († 894), conde de Troyes.